# 普雷里維爾鎮區 (明尼蘇達州布朗縣)
普雷里維爾鎮區（英語：Prairieville Township）是位於美國明尼蘇達州布朗縣的一個行政鎮區。

## 地方資料
普雷里維爾鎮區的面積為89.00平方千米，當中陸地面積為89.00平方千米，而水域面積為0.00平方千米。根據2020年美國人口普查的數據，當地共有人口228人，而人口密度為每平方千米2.56人。